# Rebelión de los guamares
La Rebelión de los guamares fue un movimiento indígena de la región de Guanajuato iniciada entre los años 1563 y 1568 contra las autoridades virreinales de Nueva España y que conocemos principalmente por los relatos de don Pedro Ahumada de Sámano, quien se encargó de sofocar el levantamiento.
Las incursiones de los guamares contra los españoles se originaron en 1563 cuando destruyeron el asentamiento de Pénjamo. Posteriormente los rebeldes atacaron Comanja y asesinaron a los españoles allí asentados, dejando tan solo dos supervivientes. En 1569 los insurrectos tomaron el puerto del Robledal, cerca de Guanajuato, y llegaron hasta Xilotepec. Se cree que en algunas ocasiones los rebeldes fueron ayudados por los indios catequizados de San Miguel y Pénjamo.
Para detener la rebelión, las autoridades virreinales dispusieron la fundación de varios presidios en la frontera de los chichimecas.
- Datos: Q6102440